# VidAngel
VidAngel é um serviço de streaming de vídeo dos Estados Unidos lançado em 2014.  O serviço oferece aos membros uma opção para filtrar conteúdos tais como nudez, linguagem obscena ou violência gráfica quando transmite um vídeo. 

## História
VidAngel foi fundada no ano de 2013 em Provo, Utah como um startup com apenas seis empregados e foi lançado em 2014.  Desde seu lançamento, a disponibilidade do serviço foi expandida para extensões no Google Chrome, para o Amazon Fire TV, Roku, Chromecast, Android TV e Apple TV.

## Características
Com VidAngel, você pode filtrar qualquer pedaço de conteúdo desagradável bastante seletivamente.  Sob todas as categorias de conteúdo censurável, diz-lhe todos os detalhes do filme, e você pode escolher qual deles para mostrar, e quais para não mostrar.

## Ação judicial
Em 12 de Junho de 2016, as companhias de produção como as Lucasfilm, 20th Century Fox, Disney, e Warner Bros. tem referido contra VidAngel citando transmissão de vídeo não licenciado. A defesa da VidAngel é que os próprios membros atualmente fazem uma cópia digital do filme quando eles rodam este por $20 e a VidAngel compra de volta por $19 e tem um direito de filtrar o conteúdo pela Lei de Filmes Caseiros de 2005.  VidAngel tem requerido uma reconvenção contra as companhias e a audiência preliminar foi marcada para 14 de novembro de 2016. Durante esta audiência, o juiz não tomou nenhuma decisão imediata. A próxima audiência está marcada para 16 de dezembro de 2016.